# Jean III d'Oświęcim
Jean III d’Oświęcim (en polonais Jan III Oświęcimski), de la dynastie des Piasts, est né vers 1366 et est mort en 1405. Il est duc d’Oświęcim de 1375/6 à 1405.
Jean III est le seul fils du duc d’Oświęcim Jean II et d’Hedwige, la fille du duc de Brzeg Louis Ier.
Au début, Jean III entame une carrière religieuse comme son grand-père Jean Ier le Scolastique. En témoigne un document de 1379 dans lequel Jean III est appelé le Scolastique de Cracovie. C’est sans doute parce qu’il était destiné à rentrer dans les ordres que son père désigne en 1372 le duc de Cieszyn Przemyslaw Ier comme successeur. Pourtant, lorsque son père décède, Jean III lui succède. Aucun document historique ne nous est parvenu expliquant les raisons qui ont finalement amené Jean III sur le trône. Un document daté du 25 novembre 1377 et ratifié par le duc de Cieszyn confirme bien que Jean III est devenu duc d’Oświęcim.
Pendant les premières années de son règne, Jean III est épaulé par son cousin Przemyslaw Ier. En 1394, Jean III épouse Hedwige, la sœur du roi de Pologne Ladislas II Jagellon. Ce mariage améliorera les rapports entre la Pologne et le duc d’Opole Ladislas. En 1397, Jean III et d’autres ducs silésiens ainsi que l’évêque de Wrocław signent avec le roi de Pologne un accord de collaboration pour lutter contre les bandes de pillards. En 1399, Jean III essaie d’apaiser la colère de Ladislas II Jagellon contre l’évêque et duc d’Opole Jean Kropidło.
Sur le plan de la politique intérieure, Jean III favorise le développement des villes et de l’Église.
Jean III d’Oświęcim meurt en 1405. N’ayant pas d’héritier, son duché passe dans les mains des Piasts de Cieszyn. Jean III est inhumé dans le monastère des Dominicains d’Oświęcim.

## Source
- (de) Europäische Stammtafeln Vittorio Klostermann, Gmbh, Francfort-sur-le-Main, 2004  (ISBN 3465032926),  Die Herzoge von Auschwitz †1495/97, von Zator †1513 und von Tost †1464 sowie die Herzoge von Teschen 1315-1625 resp. 1653 des Stammes der Piasten  Volume III Tafel 16.